# 카프사 문화

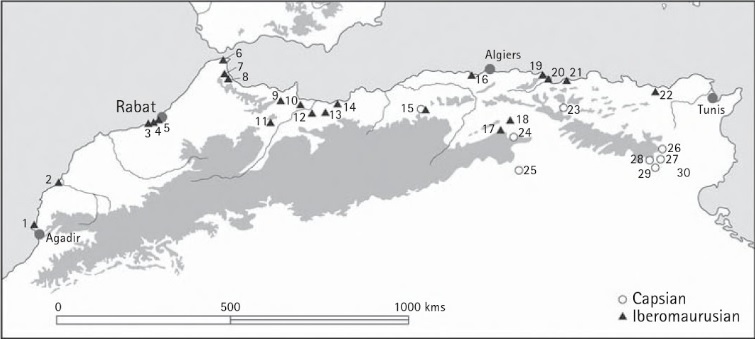

카프사 문화(Capsian culture)는 튀니지의 카프사를 표준 유적으로 하는 오리냐크기에서 중석기 시대에 이르는 시대의 문화이다. 유적은 북아프리카를 중심으로 스페인, 프랑스에까지 분포되어 있다. 석기는 기하학적 세석기가 많이 만들어지고, 화살촉이나 조립식 석기로서 사용되었다. 타조의 알에 모양을 그려서 그것을 장식품으로 했다. 스페인의 레반트 미술, 북아프리카의 회화는 이 문화의 소산이다.